# Amolops daiyunensis
Amolops daiyunensis es una especie de anfibio anuro de la familia Ranidae.

## Distribución geográfica yhábitat
Es endémica de la provincia de Fujian y, quizá, en Jiangxi (China). Su rango altitudinal oscila entre 700 y 1400 m s. n. m..